# Oltion Rapa
Oltion Rapa (Tepelenë, 30 settembre 1989) è un calciatore albanese, difensore dello Butrinti.

## Carriera

### Club
Il 9 settembre 2015 viene acquistato a titolo definitivo dalla squadra albanese del Luftëtari.